# Arena CSKA
El VEB Arena (del ruso: ВЭБ Арена), también conocido como Arena CSKA (del ruso: Арена ЦСКА), es un estadio de fútbol propiedad del PFC CSKA Moscú situado en la ciudad de Moscú, Rusia. El estadio cuenta con una capacidad total de 30 000 espectadores sentados. Las obras de construcción del nuevo estadio, que se emplaza en el lugar del antiguo estadio Grigory Fedotov, comenzaron en 2007 y finalizaron en agosto de 2016. Junto al estadio se ha construido una torre para diversos usos comerciales cuya principal característica es la semejanza al trofeo de la Copa de la UEFA conquistada por el CSKA en 2005.

## Historia
El 19 de mayo de 2007 se produjo el acto de colocación de la primera piedra del nuevo estadio del PFC CSKA Moscú, ubicado en el sitio del antiguo estadio del CSKA, el Grigory Fedotov. En la ceremonia de colocación de la piedra asistieron el alcalde de Moscú, Yuri Luzhkov, y el presidente del CSKA, Evgeny Giner.
La construcción del estadio comenzó el 9 de diciembre de 2007. En un principio, la fecha de finalización se especificó en el año 2009, pero hubo mucha demora en la preparación de la documentación requerida para la construcción, por lo que el plazo se trasladó a mayo de 2010. Más tarde, debido a problemas con la documentación del terreno, la construcción se detuvo temporalmente. En septiembre de 2010, Evgeny Giner, anunció que todos los problemas habían sido resueltos y el estadio se completaría en 2013.
El estadio cuenta, además, con una escuela de deportes para jóvenes, así como un hotel, el museo del CSKA de Moscú y un centro de negocios. El coste total de la operación se ha estimado en alrededor de 330 millones de dólares.
El primer partido en el nuevo estadio iba a ser el partido de la Supercopa de Rusia 2016 entre el campeón de Rusia, el CSKA Moscú, y el campeón de la Copa de Rusia, el Zenit, el 23 de julio de 2016, pero el estadio no se encontraba aún listo y el partido fue celebrado en el estadio Lokomotiv. El 4 de septiembre de 2016 se llevó a cabo un partido de presentación sin espectadores en las gradas, un partido amistoso entre el Torpedo y el CSKA con victoria para el equipo local.
El primer partido oficial en el Arena CSKA fue ya en partido de liga el 10 de septiembre contra el Terek Grozni y el CSKA ganó por tres goles a cero. El primer gol de la historia del nuevo estadio fue anotado por Lacina Traoré. El CSKA inscribió el Arena CSKA como su estadio local para disputar la Liga de Campeones de la UEFA 2016-17.
El 28 de febrero de 2017 el CSKA anunció que habían llegado a un acuerdo con la entidad bancaria VEB para el patrocinio del nombre del estadio, que pasaba a denominarse VEB Arena.
El 9 de junio de 2017 el estadio albergó por primera vez un partido de la Selección de fútbol de Rusia, ocasión en que enfrentó en partido amistoso previo a la Copa FIFA Confederaciones 2017 a la Selección de Chile, el partido finalizó en empate 1-1.

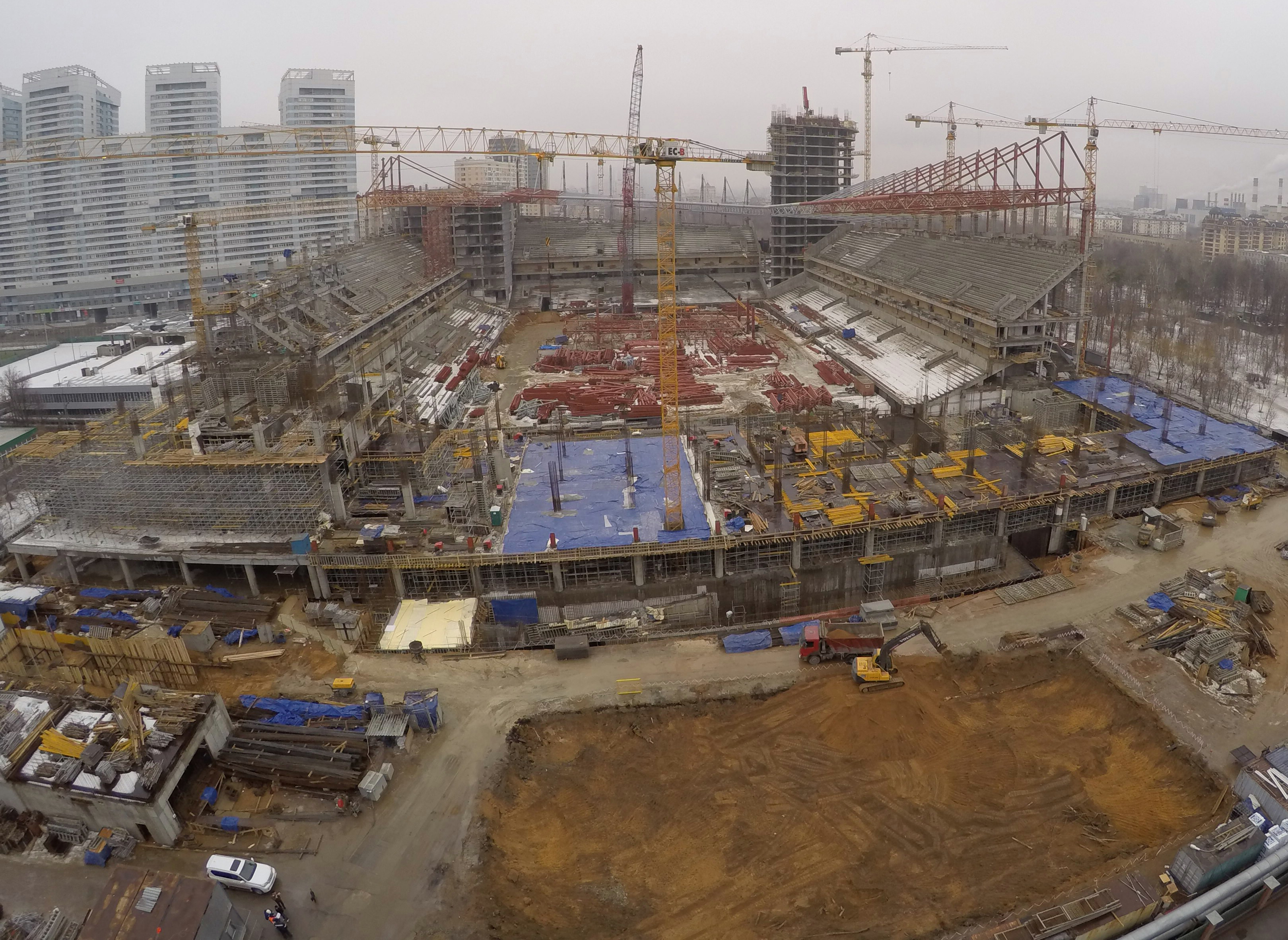
Construcción en octubre de 2015
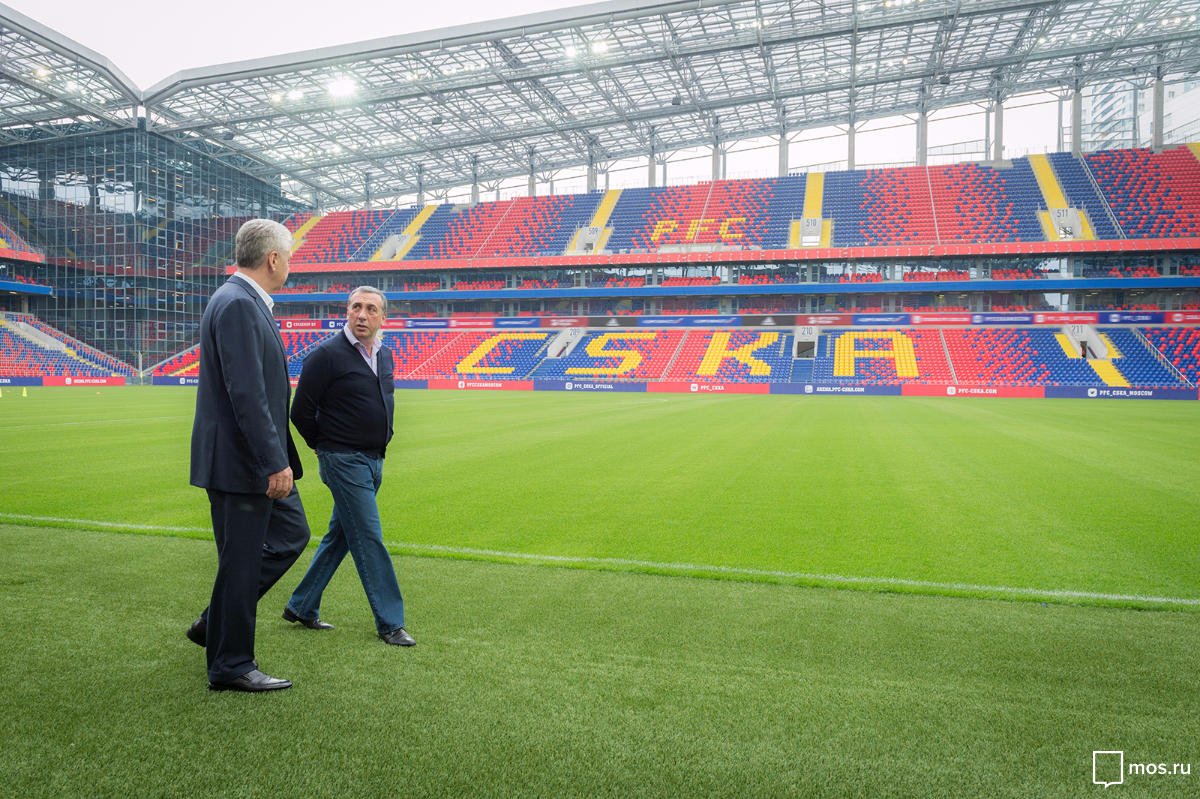
Imagen el 20 de agosto de 2016
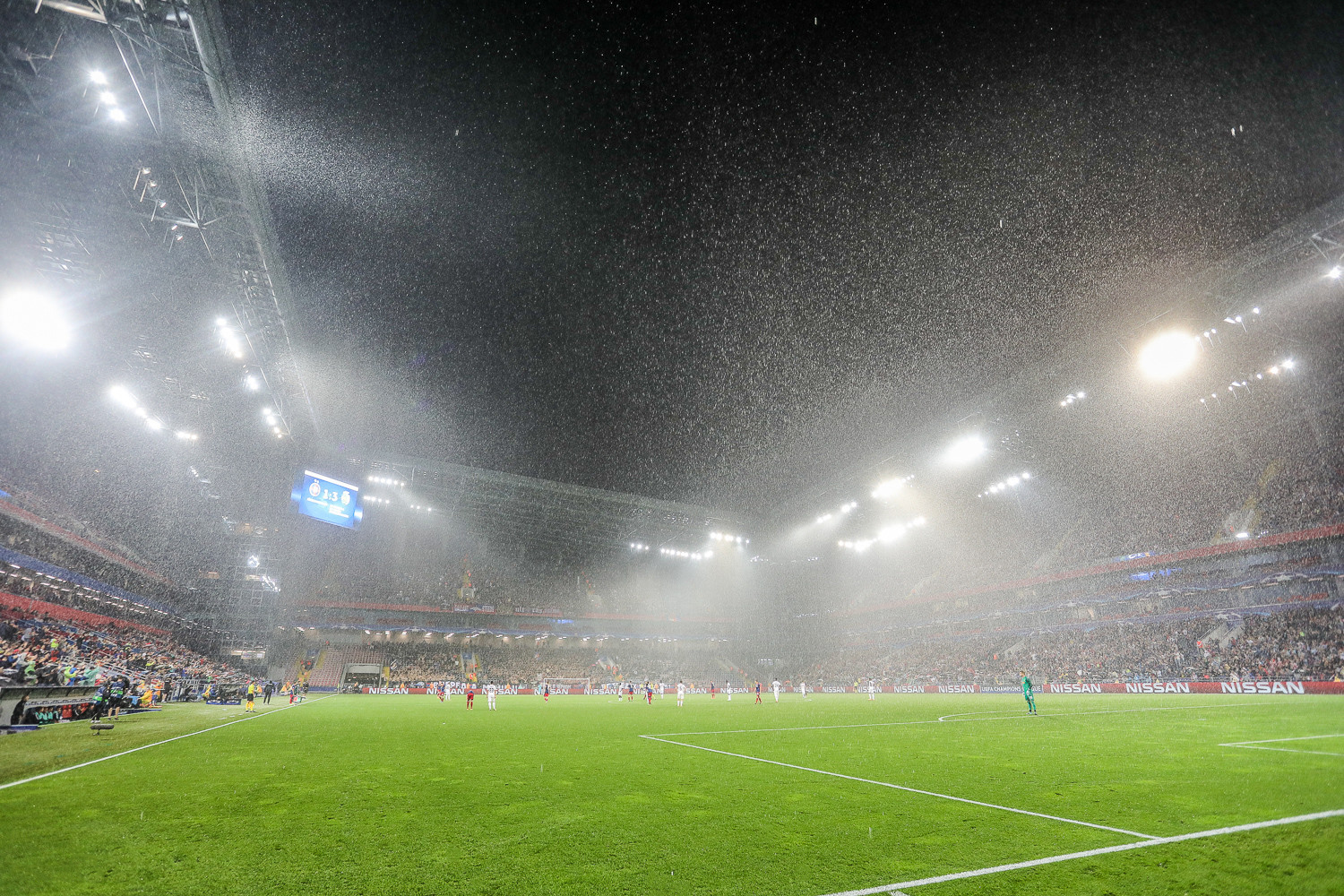
Interior del estadio en un partido
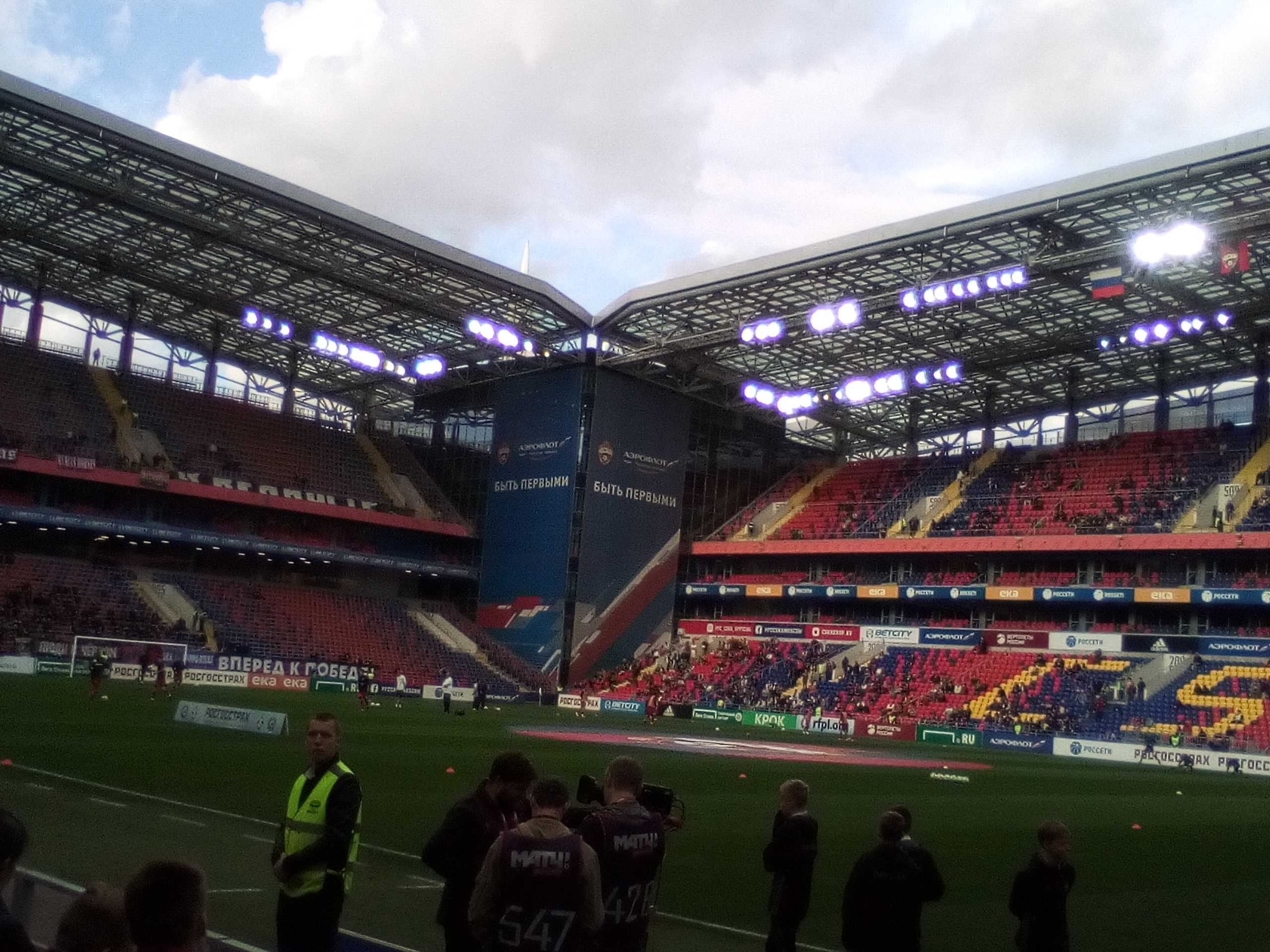

## Transporte
El estadio cuenta con excelentes conexiones de transporte. Las instalaciones están situadas próximas a las estaciones de metro de Polezhaevskaya y de Khoroshevskaya y Khodynka, estas últimas en construcción. El estadio también cuenta con conexiones con los autobuses número 175 y 48 y marshrutka número 18.